# Reckoning (R.E.M.-album)
Reckoning er det andet studiealbum fra det amerikanske alternative rockband R.E.M., der blev udgivet i 1984 på I.R.S. Records. Det blev produceret af Mitch Easter og Don Dixon, og albummet blev indspillet i Reflection Sound Studio i Charlotte, North Carolina over 16 dage i december 1983 og januar 1984. Dixon og Easter havde planlagt at indfange noget af lyden fra R.E.M.s liverkoncerter, og brugte binaural recording på adskillige numre. Sanger Michael Stipe behandlede mere dystre emner i teksterne og billedsprog med relation til vand er et tilbagevendende tema på albummet. Ved udgivelsen modtog Reckoning positive anmeldelser og nåede #27 i USA , hvor RIAA gav det en guldplade. Det toppede som #91 i Storbritannien.

## Spor
Alle sange er skrevet af Bill Berry, Peter Buck, Mike Mills og Michael Stipe med mindre andet er noteret.
Side et – Left
1. "Harborcoat" – 3:54
2. "7 Chinese Bros." – 4:18
3. "So. Central Rain (I'm Sorry)" – 3:15
4. "Pretty Persuasion" – 3:50
5. "Time After Time (AnnElise)" – 3:31

Side to – Right
1. "Second Guessing" – 2:51
2. "Letter Never Sent" – 2:59
3. "Camera" – 5:52
4. "(Don't Go Back To) Rockville" – 4:55
5. "Little America" – 2:58

1992 I.R.S. Vintage Years genudgivelses bonusnumre
1. "Wind Out" (With Friends) – 1:58
2. "Pretty Persuasion" (live in studio) – 4:01
3. "White Tornado" (live in studio) – 1:51
4. "Tighten Up" (Archie Bell and Billy Butler) – 4:08
5. "Moon River" (Henry Mancini and Johnny Mercer) – 2:21

2009 Deluxe Edition bonusdisc (Live på Aragon Ballroom, Chicago, 7. juli, 1984)
1. "Femme Fatale" (Lou Reed) – 3:19
2. "Radio Free Europe" – 3:54
3. "Gardening at Night" – 3:38
4. "9–9" – 2:48
5. "Windout" – 2:13
6. "Letter Never Sent" – 3:03
7. "Sitting Still" – 3:13
8. "Driver 8" – 3:28
9. "So. Central Rain" – 3:23
10. "7 Chinese Bros." – 4:27
11. "Harborcoat" – 4:34
12. "Hyena" – 3:26
13. "Pretty Persuasion" – 3:49
14. "Little America" – 3:23
15. "Second Guessing" – 3:07
16. "(Don't Go Back To) Rockville" – 4:30